# Joe Arpaio
Joseph M. "Joe" Arpaio, född 14 juni 1932, valdes till sheriff i Maricopa County i Arizona 1992. Han har kallat sig själv "Amerikas tuffaste sheriff".
Arpaio har meddelat sin avsikt att söka republikanska nomineringen för senatsvalet år 2018 i Arizona. Han mötte Martha McSally och Kelli Ward den 28 augusti 2018 i det republikanska primärvalet. Arpaio besegrades, han fick 19 procent av rösterna.
Arpaio har en hård syn på invandring. När han blev frågad vad han skulle göra med DREAMers - odokumenterade invandrare som fördes till USA som minderåriga - sa Arpaio att han skulle berätta för dem "Du ska tillbaks...Varför kan inte dessa människor deporteras, gå tillbaks till landet, lära sig om landet där de kom ifrån, vara ambassadörer?" På andra frågor, noterade NBC News att Arpaio "visar lite förståelse för politiken". När han frågades om hans syn på hälsa- och sjukvården, handel och skattereform, avfärdade Arpaio frågorna som "tekniska frågor...När du frågar mig nu, glöm inte: Jag fattade bara ett beslut att kandidera. Istället för att titta på sportsidan, måste jag börja titta på tidningen.